# Linde (Lena)
Der Linde (russisch Линде, auch Линдя/Lindja; jakutisch Лииндэ/Liinde) ist ein 804 km langer linker Nebenfluss der Lena im Nordostsibirien (Russland, Asien).

## Verlauf
Der Linde entspringt im Ostteil des Mittelsibirischen Berglands in gut 300 m Höhe wenig nördlich des Polarkreises. Im Oberlauf fließt er abschnittsweise durch ein enges, felsiges Tal mit Stromschnellen, erreicht jedoch schon bald die Mitteljakutische Niederung. Diese durchfließt der Linde stark mäandrierend an ihrem nordwestlichen Rand im südöstlichen bis südlichen Richtungen. Im Unterlauf wendet sich der Fluss nach Osten und mündet schließlich in 46 m Höhe in einen linken Arm der Lena.
Die bedeutendsten Nebenflüsse sind von links Sebirdjoch (Länge 148 km), Serki (209 km) und Delingde (201 km). Im Bereich des Mittel- und Unterlaufs gibt es über 6000 Seen mit einer Gesamtfläche von über 600 km².
In ihrem gesamten Verlauf fließt der Linde auf dem Territorium der autonomen Republik Sacha (Jakutien) durch praktisch unbewohntes Gebiet. Entlang des Flusses gibt es keine Ortschaften.

## Hydrografie
Das Einzugsgebiet des Linde umfasst etwa 20.000 km². Im Mittellauf erreicht der Fluss eine Breite von etwa 50 Meter und gut einen Meter Tiefe, was er bis zur Mündung beibehält; die Fließgeschwindigkeit beträgt dort 0,2 m/s.
Der Linde gefriert zwischen Anfang Oktober und zweiter Maihälfte.

## Infrastruktur
Der Linde ist nicht schiffbar. Im durchflossenen Gebiet fehlt jegliche Infrastruktur fast völlig. Lediglich im Mittellauf kreuzt ein nur im Winter passierbarer Fahrweg von Wiljuisk zum weiter nördlich am linken Lenaufer gelegenen Rajonverwaltungszentrum Schigansk den Fluss (keine Brücke).